# Colibrí àngel de gorja taronja
El colibrí àngel de gorja taronja (Heliangelus mavors) és una espècie d'ocell de la família dels troquílids (Trochilidae) que habita boscos andins de l'est de Colòmbia i oest de Veneçuela.